# エールフランス‐KLM
エールフランス‐KLM (Air France-KLM, Euronext: AF ) は、フランスのエールフランスと、オランダのKLMオランダ航空を傘下に置く持株会社。2社の3部門（旅客輸送、貨物輸送、整備事業）から成るヨーロッパ最大の航空会社グループで、営業収益で世界第1位、マーケットシェアでヨーロッパ第1位となっている。

## 解説
2004年5月5日にエールフランスとKLMが特殊会社の方式で経営統合する形で発足。代表執行役 (DG) は、エア・カナダ出身のベンジャミン・スミス が務めている。
航空連合「スカイチーム」に加盟し、シャルル・ド・ゴール国際空港（フランス・パリ）とアムステルダム・スキポール空港（オランダ・アムステルダム）をハブ空港とする。
1つのグループとしてネットワークを活かしながらそれぞれ独自のサービスを展開している。グループの年間輸送旅客の合計は約7350万人、スタッフは10万人以上、そして合計560機以上の航空機を保有し、1日約2,500フライト、世界240都市以上へ運航している。

## 傘下の航空会社
- エールフランス
- KLMオランダ航空
- トランサヴィア
- シティジェット
- VLMエアラインズ

## Flying Blue（フライング・ブルー）
エールフランスとKLM共通のマイレージプログラムである。2005年6月6日よりサービスが開始された。両社ともにスカイチームメンバーであるため、エリート資格のサービスやマイルの利用・獲得はスカイチーム加盟各社で利用できる。  
エールフランスおよびKLMをはじめスカイチーム加盟航空会社、提携航空会社やホテル、レンタカー、クレジットカードなどの提携130社以上でマイルの獲得や特典を利用できる。さらに同社便・提携会社便の利用回数・距離に応じてアイボリー、シルバー、ゴールド、プラチナの4段階のエリート会員ステータスがある。

### 提携航空会社
- スカイチーム加盟航空会社
- 日本航空（ワンワールドに加盟）
- エアカラン
- アビアンカ航空（スターアライアンスに加盟）
- シティジェット
- コムエアー
- CCM航空
- マレーシア航空（ワンワールドに加盟）
- ポルトガリア航空
- TAAGアンゴラ航空
- TAM航空
- ツイン・ジェット
- ウクライナ国際航空
- アラスカ航空（ワンワールドに加盟）
  - ホライゾン航空